# Joseph Parry
Joseph Walcott Parry é o governador de Nevis desde 11 de julho de 2006 e líder do Partido Reformista de Neves.